# Krzysztof Kamil Baczyński
Krzysztof Kamil Baczyński (Varsavia, 22 gennaio 1921 – Varsavia, 4 agosto 1944) è stato un poeta polacco.
Nacque nella città di Varsavia in Polonia, studiò all'Università di Varsavia. Fu soldato dell'Armia Krajowa, morì nella Rivolta di Varsavia.
Alcuni versi delle sue poesie sono stati utilizzati dal duo contemporaneo Tara Fuki.
La poetessa polacca premio Nobel Wislawa Szymborska gli ha dedicato la poesia "In pieno giorno".

## Opere
- Zamknięty echem (1940)
- Dwie miłości (1940)
- Wiersze wybrane (1942)
- Arkusz poetycki Nr 1 (1944)
- Śpiew z pożogi (1944)